# Европско првенство у кошарци 1949.
Европско првенство у кошарци 1949. је шесто регионално кошаркашко такмичење организован под покровитељством ФИБЕ. Такмичење је први пут одржано ван европског континента у Каиру у Египту од 15. маја до 22. маја. Совјетски Савез је одбио организацију турнира коју је добио као првопласирани на првенству 1947. године. Чехословачка, као другопласирана екипа са претходног првенства, није организовала такмичење јер је била домаћин тог првенства. Трећепласирана екипа са првенства 1947. године био је Египат коме је додељена организација 1949. године. Услед великих трошкова путовања на првенство су допутовале само пет европских екипа. Број екипа је попуњен са северноафричким екипама. Учествовале су репрезентације Француске, Грчке, Либана, Холандије, Сирије, Турске и репрезентација Египат.

## Турнир
Све репрезентације биле су смештене у једну групу. Свака екипа одиграла је по једну утакмицу са свим осталим екипама. За победу добијала су се 2 бода, док се за пораз добијао 1 бод. Репрезентације су у групи рангиране по броју бодова.

### Резултати
15. мај:
|  | Грчка | 46 - 28 | Холандија |  |

16. мај:
|  | Египат    | 71 - 44 | Сирија    |  |
|  | Либан     | 36 - 45 | Грчка     |  |
|  | Француска | 58 - 25 | Холандија |  |

17. мај:
|  | Холандија | 40 - 37 | Сирија |  |
|  | Француска | 43 - 26 | Либан  |  |
|  | Грчка     | 54 - 41 | Турска |  |

18. мај:
|  | Француска | 47 - 33 | Турска |  |
|  | Либан     | 28 - 38 | Сирија |  |
|  | Холандија | 23 - 54 | Египат |  |

19. мај:
|  | Француска | 41 - 36 | Грчка  |  |
|  | Либан     | 30 - 57 | Египат |  |
|  | Сирија    | 33 - 43 | Турска |  |

20. мај:
|  | Либан  | 22 - 34 | Холандија |  |
|  | Турска | 44 - 57 | Египат    |  |
|  | Сирија | 45 - 49 | Грчка     |  |

21. мај:
|  | Турска    | 38 - 24 | Холандија |  |
|  | Египат    | 50 - 39 | Грчка     |  |
|  | Француска | 56 - 22 | Сирија    |  |

22. мај:
|  | Турска    | 48 - 41 | Либан  |  |
|  | Француска | 36 - 57 | Египат |  |

### Табела
| Тим          | И | П | Г | КД  | КП  | Разлика | Бодови |
| ------------ | - | - | - | --- | --- | ------- | ------ |
| 1. Египат    | 6 | 6 | 0 | 346 | 216 | +130    | 12     |
| 2. Француска | 6 | 5 | 1 | 281 | 199 | +82     | 11     |
| 3. Грчка     | 6 | 4 | 2 | 269 | 241 | +28     | 10     |
| 4. Турска    | 6 | 3 | 3 | 247 | 256 | -9      | 9      |
| 5. Холандија | 6 | 2 | 4 | 174 | 255 | -81     | 8      |
| 6. Сирија    | 6 | 1 | 5 | 219 | 287 | -68     | 7      |
| 7. Либан     | 6 | 0 | 6 | 183 | 265 | -82     | 6      |

| Првак Европе 1949. |
| ------------------ |
| Египат Прва титула |

## Коначан пласман
| Место | Репрезентација |
| ----- | -------------- |
| 1     | Египат         |
| 2     | Француска      |
| 3     | Грчка          |
| 4     | Турска         |
| 5     | Холандија      |
| 6     | Сирија         |
| 7     | Либан          |